# Logica modale
Nell'ambito della logica formale, si indica come logica modale una qualsiasi logica in cui è possibile esprimere il "modo" in cui una proposizione è vera o falsa. Storicamente, gli studi di logica modale sono iniziati con i concetti di possibilità e necessità. Tuttavia, la logica modale contemporanea si occupa di numerosi altri concetti, come quello di obbligo morale o come quelli di credenza. Esempi di proposizioni modali sono, quindi, "È possibile che piova" o "È necessario che Socrate sia mortale o non mortale", ma anche "È doveroso andare a votare" o "Socrate crede che piova".
Gli operatori modali basilari sono {\displaystyle \Box } per esprimere la necessità e {\displaystyle \Diamond } la possibilità. Nella logica modale classica, ciascuno dei due operatori può essere espresso nei termini dell'altro e dell'operatore di negazione.
{\displaystyle \Diamond p\leftrightarrow \lnot \Box \lnot p;}
{\displaystyle \Box p\leftrightarrow \lnot \Diamond \lnot p.}
Quindi si dirà che "È possibile che Socrate sia stato ucciso" se e solo se "Non è necessario che Socrate non sia stato ucciso".
Lo studio delle logiche modali trova applicazione in filosofia, nell'investigazione dei fondamenti della matematica, in informatica e nelle scienze cognitive.

## Definizione degli operatori
{\displaystyle \Box p\leftrightarrow \lnot \Diamond \lnot p}, non è una equivalenza fra i due membri, in cui sarebbe corretto sostituire al simbolo {\displaystyle \leftrightarrow }, quello di uguaglianza, se si guarda alla definizione comune di "necessario", che corrisponde a ciò che è vero e che non può essere altrimenti (di cui non è possibile il contrario).
 In simboli:

{\displaystyle \Box p=p\land \lnot \Diamond \lnot p}. 

Questa definizione dell'operatore di necessità, contiene l'assioma di necessità secondo cui tutto ciò che è necessariamente vero, dovrebbe essere vero.
In simboli:

{\displaystyle \Box p\rightarrow p}, che è poi l'assioma T di cui si parla nel seguito. La definizione non è valida per le modalità deontiche. Infatti, per l'operatore di necessità, abbiamo due assiomi (vedi sotto), T (più diffuso nei sistemi modali) e D, in cui la necessità implica la realtà, oppure la sola possibilità di un predicato.
Per l'altro operatore di possibilità, Alfred Tarski definisce possibile tutto ciò che non è auto-contraddittorio, cioè per cui vale la legge di non-contraddizione e del terzo escluso.
In simboli:
{\displaystyle \Diamond p=\lnot \lnot p\rightarrow p.}
Vale sempre la modalità ab esse ad posse, secondo cui la realtà di un predicato implica sempre la sua possibilità:

{\displaystyle p\rightarrow \Diamond p;}
assioma di possibilità il quale afferma che tutto ciò che è vero, è possibile; in genere non è esplicitato nei sistemi modali.

## Storia
La logica modale nasce in epoca classica con l'analisi delle proposizioni contenenti le espressioni necessario e possibile fatta da Aristotele negli Analitici primi e nel De Interpretatione. Dopo di lui si occuparono di questo tipo di enunciati i Megarici e gli Stoici.
Tali studi ebbero ampi sviluppi nel Medioevo nell'ambito della filosofia Scolastica, in particolare ad opera di Guglielmo di Ockham. Risale a questa tradizione la qualificazione di modale per le espressioni che indicano il modo in cui una proposizione è vera.
La logica modale moderna nasce con le assiomatizzazioni datene nel 1932 da C.I. Lewis nel libro Symbolic Logic, scritto con C. H. Langford. L'introduzione di queste assiomatizzazioni era rivolta alla soluzione dei paradossi dell'implicazione logica o materiale, come il fatto che una proposizione falsa implichi qualsiasi proposizione (Ex falso sequitur quodlibet) o che una proposizione vera sia implicata da qualsiasi proposizione. Lewis volle allora introdurre il concetto di implicazione stretta, dove p implica strettamente q significa non è possibile che p sia vero e q sia falso (in simboli {\displaystyle \lnot \Diamond (p\land \lnot q)}, equivalente a {\displaystyle \Box (p\rightarrow q)}). I diversi insiemi di assiomi utilizzati da Lewis per descrivere l'implicazione stretta condussero a cinque sistemi noti come S1 - S5, di cui attualmente solo S4 e S5 sono utilizzati. L'implicazione stretta ha rappresentato una soluzione parziale ai due paradossi delle implicazioni materiali citati.
Si consideri l'esempio: "i cittadini pagano le tasse", e gli enunciati modali "necessariamente i cittadini pagano le tasse", "si sa che i cittadini pagano le tasse", "credo che i cittadini paghino le tasse", mentre posso stabilire con certezza che "è possibile che i cittadini paghino le tasse" (dato che già avviene).
Eccetto l'operatore di possibilità quando si parte da una situazione vera o necessaria, gli operatori della logica modale non sono vero-funzionali: diversamente dai connettivi logici booleani (congiunzione, disgiunzione, implicazione, ecc.), per gli operatori modali non si può costruire una tabella della verità perché il valore di verità dipende ma non esclusivamente da quello degli enunciati semplici componenti, e in genere il fattore aggiuntivo è il valore di verità di quell'enunciato rispetto a situazioni alternative a quella reale.
Nel 1959 Saul Kripke definì una semantica per le logiche modali basata sul concetto di mondi possibili e sulla relazione di accessibilità tra mondi. Riuscì a costruire le tavole di verità per gli operatori di possibilità e necessità. In base a tale semantica, la proposizione "È necessario p" è vera in un mondo w se è vera in tutti i mondi v accessibili da w. L'introduzione di tale semantica ha dato inizio agli studi attuali sulle logiche modali. In simboli, abbiamo le definizioni di verità (valori 1 oppure 0) dei due operatori, proposte da Carnap in In Meaning and Necessity:
{\displaystyle \Box p\rightarrow 1} (nel mondo attuale) se e solo se {\displaystyle p\rightarrow 1} in tutti i mondi possibili;
{\displaystyle \Diamond p\rightarrow 1} (nel mondo attuale) se e solo se {\displaystyle p\rightarrow 1} in qualche mondo possibile;
dove per "mondo possibile" si intendono quelli accessibili dal mondo scelto come attuale. 
Con questa drastica restrizione di campo, non sono più considerate tutte le alternative, ma solo quelle possibili per una presa a riferimento: la verità o falsità di una formula modale dipendono non più da tutti i mondi possibili, ma dalla relazione R di accessibilità.
Le logiche modali sono estensioni della logica classica con conseguenze sul piano sintattico e semantico:
- Sul piano semantico le logiche modali sono estensioni della semantica classica che mantengono il principio della bivalenza (vero/falso) ma non quello della vero-funzionalità (la verità/falsità delle proposizioni composte non dipende solo da quella delle proposizioni elementari componenti, ma dalla relazione di accessibilità coi mondi possibili),
- Sul piano sintattico le logiche modali sono estensioni sintattiche della logica classica perché ne inglobano i segni del linguaggio (= alfabeto) e le regole del calcolo (= regole di deduzione).

Poiché gli operatori modali non sono vero-funzionali, è emersa la necessità di un loro sviluppo sintattico.
Come afferma Lorenzo Magnani, nell'ambito della computer science, ad esempio, ha insegnato alle macchine come imitare ragionamenti umani molto complessi, ad esempio con la bisimulazione, cioè modelli di Kripke che usano un Sistema a transizione di stati al posto dei mondi possibili, per decidere la correttezza e la terminazione con successo di un programma informatico.
Nel 2020, nell'applicazione del calcolo proposizionale, sono noti elaboratori capaci di validare una dimostrazione di logica formale completa di tutti i passi logici, regole di calcolo applicate e relative assunzioni, ma non sono noti elaboratori capaci di elaborare autonomamente una dimostrazione, intesa come derivazione di una conclusione a partire da un insieme di una o più formule ben formate assunte come premesse. In altre parole, l'elaboratore meccanico, elettronico o meccatronico è a posteriori in grado di confermare la correttezza o non correttezza di una dimostrazione eseguita da agenti umani, ma non è capace di eseguire una dimostrazione in modo tale da sostituirsi o superare l'operatore umano in tale tipo di ragionamento logico deduttivo. Tale possibilità non è però stata esclusa a livello teoretico, data l'assimilazione della logica proposizionale al calcolo matematico numerico e letterale, già eseguito dagli elaboratori, e data la similitudine fra il formalismo di quest'ultima e quello della logica matematica.

## Modalità aletiche
Le modalità aletiche sono quelle relative al modo di essere vero di un enunciato, ovvero se esso è possibilmente vero, necessariamente vero o contingentemente vero. Si tratta delle modalità comunemente intese quando non diversamente specificato.
Le modalità aletiche possono essere intese in diversi sensi.

### Possibilità logica
È il senso più debole, in quanto pressoché qualsiasi cosa intelligibile è logicamente possibile: gli asini possono volare, Socrate può essere immortale e la teoria atomica della materia può essere falsa.
Alla stessa maniera, pressoché nulla è logicamente impossibile; una cosa logicamente impossibile è chiamata contraddizione. È possibile che Socrate sia immortale, ma non è possibile che Socrate sia mortale e immortale. Molti logici ritengono che le verità matematiche siano logicamente necessarie (ad esempio è logicamente impossibile che 2+2 ≠ 4).

### Possibilità fisica
Qualcosa è fisicamente possibile se è permesso dalle leggi della natura. Ad esempio, è possibile che ci sia un atomo con numero atomico 150, anche se nella realtà tale atomo non esiste. Per contro non è in questo senso possibile che ci sia un atomo il cui nucleo contenga formaggio. Mentre è logicamente possibile accelerare qualcosa oltre la velocità della luce, secondo la scienza moderna ciò non è fisicamente possibile per un oggetto dotato di massa.

### Possibilità metafisica
I filosofi possono prendere in considerazione le proprietà che gli oggetti hanno indipendentemente dalle leggi della natura. Ad esempio, potrebbe essere metafisicamente necessario che qualsiasi ente pensante abbia un corpo e possa avere esperienza del passaggio del tempo, o che Dio esista (o non esista).
La possibilità metafisica è generalmente ritenuta più forte di quella logica, nel senso che ci sono meno cose metafisicamente possibili di quante ce ne siano logicamente. È invece materia di dibattito filosofico il rapporto con la possibilità fisica, e il fatto se le verità metafisicamente necessarie siano tali "per definizione" o perché riflettono qualche fatto rilevante sulla realtà.

## Modalità epistemiche
Il contesto epistemico è caratterizzato dagli operatori di conoscenza, o epistemico (indicato con “K”, dall’inglese “to Know”, conoscere, sapere), e di credenza, o doxastico (indicato con “B”, dall’inglese “to Believe”, credere, essere sicuri, reputare), che nel linguaggio ordinario corrispondono rispettivamente alle espressioni "conosco, so che,  p" e "credo che p, sono certo che p, reputo che p". 
I due operatori sono condizionati da alcuni principi.
Principi su B
- B1 Bp ⇏ p (essere certi di p non implica la verità di p)
- B2 Bp → ¬B¬p (principio di non contraddizione epistemico)
- B3 Bp → BBp (principio di introspezione)
- B4 ¬Bp → B¬Bp (tale principio prova che è impossibile dubitare di tutto, cioè che è impossibile non essere certi di dubitare)

Principi su K
- K1 Kp → p (il conoscere implica la verità di p, la verità è condizione necessaria della conoscenza)
- K2 Kp → Bp (il conoscere si accompagna alla credenza, "tendo a credere a ciò che conosco")
- K3 Kp → ¬K¬p (principio di non contraddizione epistemico)
- K4 Kp → KKp (principio di introspezione)

È aperta la discussione su un quinto assioma per K, vale a dire
K5 ¬Kp → K¬Kp
Secondo alcuni questo schema di assiomi è una formalizzazione logica del detto socratico "So di non sapere", nei termini "Non conosco p, dunque so di non sapere p", che è equivalente, applicando la regola dell'esemplificazione universale (o "Introduzione di ∀") a "Per ogni p: se non conosco p, allora so di non sapere p". Questa opinione, per l'ultima proposizione, è chiaramente fuorviante: il detto socratico, infatti, al massimo poteva indicare il ben più debole, fra le varie formalizzazioni logiche possibili, enunciato Σ: "Sono certo che: esiste almeno una p: so di non sapere p" (B∃p:K~Kp). Svolgiamo comunque qui di seguito una dimostrazione che renda comprensibile in che modo K5 si ponga come vero e proprio problema filosofico.
- i) ¬Kp → K¬Kp (K5)
- ii) K¬Kp → B¬Kp (K2)
- iii) ¬B¬Kp → ¬K¬Kp (regola di contrapposizione applicata a K2)
- iiib) ¬K¬Kp → Kp (regola di contrapposizione applicata a K5)
- iv) ¬B¬Kp → Kp (regola di concatenazione su iii e iiib)
- v) BKp → ¬B¬Kp (principio di non contraddizione epistemico)
- vi) BKp → Kp (concatenazione su iv e v)

La conseguenza è presto detta: si conclude il ragionamento affermando che credere a p (che equivale ad affermare di credere di conoscere p per il principio di introspezione e per la regola di concatenazione) implica il conoscere p. Tale conclusione è evidentemente falsa e pone l'accento sulla necessità di distinguere rigorosamente la conoscenza dalla credenza.

## Modalità temporali
Le modalità temporali sono utilizzate per esprimere il valore di verità di una proposizione rispetto al tempo. Si hanno due coppie di operatori duali, una riferita al passato e una al futuro. Per il passato l'operatore {\displaystyle \Box } è letto come "È sempre stato vero che...", mentre l'operatore {\displaystyle \Diamond } come "C'è stato un istante in cui è stato vero che...". Per il futuro si avrà invece, rispettivamente, "Sarà sempre vero che..." e "Ci sarà un istante in cui sarà vero che...".
Bertrand Russell, Willard Van Orman Quine, e John C. Smart proposero un approccio di de-temporalizzazione per ricondurre le proposizioni in modalità temporale al caso della logica classica, che è atemporale. Ogni proposizione temporale, passata o futura, ha una data sottintesa che deve essere esplicitata, dopodiché diventa indipendente dal tempo: atemporale e trattabile quindi con la logica classica, vale a dire omnitemporalmente vera o falsa. Ma non per tutte le proposizioni (si pensi a quelle future che devono ancora accadere) è possibile esplicitare una data nota che le renda atemporali.
Con l'approccio opposto di temporalizzazione abbiamo il calcolo logico effettuato con l'uso della logica classica e l'aggiunta di nuovi assiomi ed operatori temporali, che possono essere combinati tra loro. Con la temporalizzazione, la logica è polivalente (almeno trivalente, con tre possibili valori di verità), cioè valgono i principi di identità e non-contraddizione, ma non del terzo escluso: quindi, abbiamo valori di verità intermedi fra vero e falso; es. 1 (vero), 0 (falso), ½ (indefinito). 
Nella più studiata delle logiche multimodali, la logica dei tempi verbali, dovuta a Arthur N. Prior (1951), abbiamo i due operatori di necessità e possibilità cui Prior aggiunge altri quattro operatori per le modalità temporali: gli operatori primitivi sono H e G, da leggere 'sempre in passato' (passato forte) e 'sempre in futuro' (futuro forte), mentre i loro duali sono P e F, ossia 'qualche volta in passato' (o anche 'è stato vero che', passato debole) e 'qualche volta in futuro' (o anche 'sarà vero che', futuro debole). La logica di Prior è un'estensione della logica classica, perché in essa le proposizioni atemporali sono trattate come casi particolari delle proposizioni temporali, sebbene verrebbe più naturale pensare il contrario, cioè che le frasi temporali vere o false in relazione a una singola data siano casi particolari rispetto a frasi vere o false in ogni tempo.
Rescher distingue fra proposizioni cronologicamente indefinite, quasi-proposizioni la cui verità dipende dal tempo dell'asserzione e che contengono pseudo-date ("ieri", "tre minuti fa"); dalle proposizioni cronologicamente definite, la cui verità è indipendente dal tempo e che contengono date. Rescher propone una logica che chiama logica topologica, una logica temporalizzazione, che aggiungo un unico operatore P parametrizzato che trasforma una proposizioni indefinite in proposizione temporale (o meglio le relativizza a un dominio di proposizioni temporali), ma che possono essere più generalmente anche spaziali, situazionali.

## Modalità deontiche
Le modalità deontiche sono relative agli enunciati concernenti il concetto di dovere. "È obbligatorio..." è l'interpretazione deontica dell'operatore {\displaystyle \Box }, "È permesso..." dell'operatore {\displaystyle \Diamond }.
{\displaystyle \Box } e {\displaystyle \Diamond } non sono operatori validi nelle modalità deontiche e sono sostituiti dagli operatori O (obbligatorio) e P (permesso), pena la confusione fra necessità deontica (p.es., morale o legale) e necessità reale (p.es., fisica o metafisica).
In tutti i sistemi deontici (assiologici, morali, legali), non vale l'assioma T ({\displaystyle \Box p\Rightarrow p}), sostituito dall'assioma D: {\displaystyle \Box p\Rightarrow \Diamond p}.
L'assioma D ha l'importante funzione di garantire l'incontraddittorietà normativa, cioè il fatto che se è obbligatoria una certa proposizione p non può contemporaneamente esserlo anche la sua negazione ¬p (ad impossibilia nemo tenetur).
Gli assiomi T e D pongono un diverso rapporto fra il mondo originario (di solito quello attuale) e la parte degli altri mondi possibili con cui il mondo originario è in relazione e che quindi da esso sono accessibili. Mentre l'assioma T (la necessità implica la realtà) mette il mondo originante le relazioni sullo stesso piano degli altri perché sottoposto alle medesime necessitazioni (le leggi fisiche valgono anche nel mondo attuale), ciò non vale per l'assioma D (nel mondo originante la necessità deontica implica la possibilità).
Infatti, se {\displaystyle \Box p} è vera se p è vera in tutti i mondi possibili, allora {\displaystyle \Box p\rightarrow p} (principio di riflessività T) è vero se il mondo attuale è anch'esso parte dell'insieme dei mondi possibili. Ad esempio, se la legge di gravità è vera in tutti i mondi possibili, è evidente che se p descrive la caduta di un grave qui sulla terra, esso segua attualmente la legge di gravità.
Se attribuiamo agli operatori modalità epistemiche, per cui:
- {\displaystyle \Box } assume il significato di «si sa che», e asserisce ciò che è vero in tutti i mondi accessibili
  - di conseguenza, {\displaystyle \Diamond } assume il significato di «non si sa che non»
  - vale l'assioma {\displaystyle \Box p\rightarrow p} perché si può conoscere soltanto ciò che è confermato dalla realtà: la relazione di accessibilità è riflessiva.

Invece, se attribuiamo a:
- {\displaystyle \Box } assume il significato di «credo che», l'assioma T non può valere perché possiamo benissimo avere credenze che non corrispondono alla realtà dei fatti
  - vale l'assioma D che equivale al principio di non-contraddizione: {\displaystyle \Box p\rightarrow \Diamond p\leftrightarrow \neg \Box (\neg p)} (per definizione dell'operatore), per cui non posso credere nello stesso tempo a p e alla sua negazione. Con questo assioma la relazione è seriale, la situazione identica a quella vista per le modalità deontiche.

## Definizione di mondo possibile
La semantica formale di Tarski formalizza la semantica classica, e considera la verità delle formule come riguardante lo stato di cose di un unico mondo attuale. La semantica relazionale di Kripke è un'evoluzione della semantica formale di Tarski, in cui la verità viene a dipendere da stati di cose in mondi alternativi a quello attuale (i mondi possibili, accessibili da quello attuale), con queste interpretazioni:
- Nella metafisica e teologia naturale, e questo è il senso più antico del termine che risale a Leibniz, la nozione può essere interpretata per formalizzare universi alternativi all'attuale, ma che Dio era libero di creare.
- Nelle scienze fisiche i mondi possibili possono, per esempio, rappresentare diversi stadi evolutivi dell'universo passati o futuri rispetto all'attuale, oppure possibili evoluzioni dell'universo compatibili con le stesse condizioni iniziali, ma mai realizzati.
- Nelle scienze biologiche possono rappresentare diversi processi evolutivi o stadi evolutivi della materia biologica distinti da quelli attualmente vigenti, ma ugualmente compatibili.
- In etica e morale diverse scelte alternative aperte alla capacità decisionale dell'uomo, ovvero alternative alle scelte attualmente fatte dal soggetto, oppure possono rappresentare i mondi idealmente buoni, distinti da quello attuale, con cui formalizzare l'obbligo morale.
- In epistemologia, possono essere interpretati come distinte rappresentazioni del mondo attuale.[7]

Kripke assume che i nomi sono dei «designatori rigidi», ovvero designano lo stesso individuo in tutti i mondi possibili contemplati dalla struttura-modello (sebbene possano designare individui differenti nei mondi di altre strutture modello). I predicati, e con essi gli enunciati atomici, cambiano valore semantico da un mondo all'altro, in modo da poter rappresentare il fatto che certi oggetti potrebbero soddisfare predicati diversi da quelli che soddisfano nel mondo attuale. Il fatto che dal punto di vista logico non siamo tenuti ad adottare una in particolare fra le infinite strutture-modello a disposizione dalla teoria, evita di perdersi in considerazioni metafisiche su quale sìa la migliore mappa della realtà e delle sue alternative possibili.
Ugualmente la relazione di accessibilità fra mondi possibili può essere interpretata con i tipi di relazioni fra oggetti nelle diverse teorie (causali in fisica e metafisica, legali in logica, giuridiche in diritto, ecc.), e portare a una teoria unificata delle varie semantiche per i sistemi di logica aletica, deontica ed epistemica, e ad una loro unica semplice rappresentazione tramite grafo orientato. 
La relazione del mondo di partenza con gli altri mondi da questo accessibili, è di tipo euclideo, vale cioè la proprietà transitiva (a seconda del sistema formale scelto, se vale l'assioma T oppure D è anche simmetrica o asimmetrica; mai riflessiva); se da u si accede a v, e se sempre da u si accede a w, ciò implica che da v si accede a w, cioè che i mondi possibili sono tutti in relazione tra loro. Si dimostra che poiché la relazione dal mondo di partenza è euclidea-transitiva, quelle tra i mondi possibili godono tutte di una riflessività e simmetricità (e transitività) secondaria.

## Assiomatizzazioni
Come si è accennato nell'introduzione storica con riferimento ai sistemi S1 - S5 di Lewis, diversi insiemi di assiomi danno origine a diverse logiche modali. Sul piano semantico sono le proprietà della relazione di accessibilità tra i mondi a originare le diverse logiche.
La più debole logica modale comunemente studiata è chiamata K in onore di Kripke e contiene:
- tutti gli assiomi della logica proposizionale
- N, la regola di necessitazione: se p è un teorema allora {\displaystyle \Box p} è un teorema
- K, l'assioma di distribuzione: {\displaystyle \Box (p\Rightarrow q)\Rightarrow (\Box p\Rightarrow \Box q)}.

Aggiungendo a K l'assioma T si ottiene la logica chiamata a sua volta T:
- T: {\displaystyle \Box p\Rightarrow p}

T è detto assioma di riflessività in quanto corrisponde alla proprietà riflessiva della relazione di accessibilità tra mondi. Esso afferma che se p è necessaria allora deve anche essere vera. Quindi se p è vera in tutti i mondi v accessibili da w allora è vera anche in w. Se la relazione non avesse la proprietà riflessiva potrebbero essere vere sia {\displaystyle \Box p} (p è vera in tutti i mondi accessibili) che {\displaystyle \lnot p} (in quanto il mondo in cui valuto non è tra quelli accessibili), ma {\displaystyle \Box p\Rightarrow p} e {\displaystyle \Box p} implicano {\displaystyle p} (per il modus ponens), e si avrebbe la contraddizione {\displaystyle p\land \lnot p}. L'assioma T può anche essere letto in maniera contrapposta: se p è vera allora deve anche essere possibile, in simboli: {\displaystyle p\Rightarrow \Diamond p}
Altri assiomi comunemente utilizzati sono i seguenti (tra parentesi le proprietà della relazione di accessibilità corrispondenti):
- 4: {\displaystyle \Box p\Rightarrow \Box \Box p} (proprietà transitiva)
- AB: {\displaystyle p\Rightarrow \Box \Diamond p} (proprietà simmetrica)
- D: {\displaystyle \Box p\Rightarrow \Diamond p} (proprietà seriale)
- 5: {\displaystyle \Diamond p\Rightarrow \Box \Diamond p} (proprietà euclidea)

Tali assiomi definiscono i seguenti sistemi:
- S4 := T + 4, designato anche con KT4
- B:=T + AB
- S5 := S4 + AB or T + 5 or B + 4, per cui {\displaystyle KT5\supset KT4}, designato anche con KT5
- D := K + D.

Cui si aggiungono i meno diffusi assiomi:
- 6: {\displaystyle \Box (\Box p\Rightarrow p)}
- B: {\displaystyle p\Rightarrow \Box \Diamond p}
- F: {\displaystyle \Box p\Rightarrow \Diamond \Box p}
- G: {\displaystyle \Diamond \Box p\Rightarrow \Box \Diamond p}
- S: {\displaystyle p\Rightarrow (\Diamond \Box p\Rightarrow \Box p)}

Axiom
Name 	Axiom 	Condition on Frames	R is…
(D)	□A→◊A	∃u wRu	                Serial
(M)	□A→A	wRw	                Reflexive
(4)	□A→□□A	(wRv&vRu) ⇒ wRu	        Transitive
(B)	A→□◊A	wRv ⇒ vRw	        Symmetric
(5)	◊A→□◊A	(wRv&wRu) ⇒ vRu	        Euclidean
(CD)	◊A→□A	(wRv&wRu) ⇒ v=u	        Functional
(□M)	□(□A→A)	wRv⇒ vRv	        Shift Reflexive
(C4)	□□A→□A	wRv ⇒ ∃u(wRu&uRv)	Dense
(C)     ◊□A → □◊A wRv&wRx ⇒ ∃u(vRu&xRu)	Convergent
Se indichiamo con {\displaystyle m} un qualsiasi calcolo modale, questo si ottiene aggiungendo al linguaggio le regole caratteristiche di deduzione di m dette D(m), costituite dalle regole del calcolo classico D(k) più le regole tipiche del calcolo modale.
La regola comune a tutti i calcoli m è la Regola di necessitazione (N) vista in precedenza, pertanto K è detto sistema formale di logica modale fondamentale, e dove vale N tutti i calcoli modali sono detti anche normali. In funzione del sistema formale di calcolo K possono essere espressi in tutti gli altri sistemi formali, con le loro regole specifiche per il calcolo modale, derivate dalle combinazioni opportune degli assiomi esposti:
- K: {\displaystyle D(K)=D(k)+N}
- KD: {\displaystyle D(KD)=D(K)+D}
- KT: {\displaystyle D(KT)=D(K)+T}, designato anche con T
- K4: {\displaystyle D(K4)=D(K)+4},
- K5: {\displaystyle D(K5)=D(K)+5},
- K45: {\displaystyle D(K45)=D(K4)+5},
- K4B: {\displaystyle D(K4B)=D(K4)+B},
- K5B: {\displaystyle D(K5B)=D(K5)+B},
- K46GF: {\displaystyle D(K46GF)=D(K4)+6+G+F},
- KT4G: {\displaystyle D(KT4G)=D(KT4)+G}, designato anche con S4.2 (per KT4 vedi sopra)
- KT4S: {\displaystyle D(KT4S)=D(KT4)+S}, designato anche con S4.4
- KD4: {\displaystyle D(KD4)=D(KD)+4}, designato anche con S4 deontico
- KD5: {\displaystyle D(KD5)=D(KD)+5},
- KD45: {\displaystyle D(KD45)=D(KD4)+5}, designato anche con S5 deontico

cui aggiungiamo:
- KT5: {\displaystyle D(KT5)=D(KT)+5},

rappresentabili in un grafo orientato, con questi rapporti di inclusione:
- {\displaystyle KD\supset K}
- {\displaystyle KT\supset KD}
- {\displaystyle KT5\supset K5B}
- {\displaystyle K5B\supset K4B}
- {\displaystyle KT5\supset KT4S}
- {\displaystyle KT5\supset KD45}
- {\displaystyle K4B\supset K45}
- {\displaystyle KT4G\supset K46GF}
- {\displaystyle KT4S\supset KT4G}

Il duale di un assioma si ottiene ruotando di 45° i quadrati (in modo da convertire l'operatore di necessità in quello di possibilità e viceversa) e ruotando di 180° il simbolo della freccia (per invertire il verso dell'implicazione logica).

### Interpretazione dei sistemi KT, KD e KD45
L'accettabilità o meno di certi principi modali si traduceva nell'accettabilità o meno di certe condizioni sulla relazione di accessibilità, e quest'ultima questione non presentava difficoltà particolari. In altre parole, il confronto tra i diversi sistemi di logica modale diventava una questione che poteva essere affrontata a livello semantico affidandosi interamente ai principi della teoria degli insiemi e della logica delle relazioni. In linea di principio, essa si presta addirittura al trattamento di linguaggi irriducibilmente «multimodali», cioè linguaggi contenenti una molteplicità di operatori modali diversi e mutuamente indipendenti: sarà sufficiente postulare una relazione di accessibilità per ciascun tipo di modalità e studiarne le rispettive proprietà.
Il sistema formale T è tipico della necessità delle leggi della fisica. Con l'aggiunta dell'assioma 5, per cui T è vero in tutti i mondi possibili, otteniamo il sistema formale tipico di ogni possibilità metafisica.
Nei sistemi "misti" aletico-deontici tipo KD in cui si usa una particolare versione dell'assioma D(KQ), grazie a Q è possibile isolare il mondo attuale u in cui, grazie all'assioma T  valgono le necessitazioni ontiche (fisiche/metafisiche), da una particolare sottoclasse dei mondi possibili con cui è in relazione, quella dei “mondi buoni” in cui, cioè, gli obblighi deontici sono realtà.
Se la relazione di accessibilità tra mondo attuale e altri mondi R nel sistema formale KD è seriale, ad ogni mondo segue almeno un'alternativa deontica che non è mai realizzata nel mondo di partenza (altrimenti varrebbe l'assioma T), cioè esiste almeno un mondo possibile in cui è realizzato ciò che nel mondo attuale è solo doveroso. Partendo da un certo mondo possibile preso come situazione iniziale, la struttura di KD e in particolare il carattere seriale della relazione di accessibilità, configura un modello avente il carattere di progetto pratico o morale, in cui ogni avanzamento avviene nella direzione di un maggiore perfezionamento.
In KD4, con l'aggiunta dell'assioma 4, in base al quale p→p, ciò che è obbligatorio ad uno stadio del progetto rimane tale nell'evoluzione successiva e non può mai decadere (cumulatività degli obblighi). In KD5 abbiamo la conservazione e cumulatività dei permessi, e si dimostra che non può esservi incremento dei permessi (dimostrazione valida anche per i permessi in KD4).
In KD45, designato anche come S5 deontico, tanto gli obblighi che i permessi sono perciò conservati e non incrementati. La relazione R fra mondo attuale e tutti gli altri mondi è transitiva, asimmetrica, non riflessiva, euclidea: grazie al fatto che è euclidea, sono simmetriche, riflessive, transitive le relazioni esistenti fra tutti gli altri mondi di S5 secondario. Con l'evolversi del progetto deontico iniziale (vale a dire il mondo attuale), in ognuno dei mondi possibili obblighi e permessi si cumulano, mantengono un completo equilibrio diritti-doveri, vigono rigorosamente le stesse regole deontiche e in ognuno di essi (stante la relazione riflessiva xRx che tutti li caratterizza) sono realizzate (sono tutti cioè mondi buoni). La relazione asimmetrica dei mondi possibili con quello iniziale u, equivale a dire che nulla di ciò che appartiene ad essi può in alcun modo determinare u.
KD45 è anche il sistema-base anche delle logiche epistemiche del “sapere fondato”, in cui il mondo di partenza è quello reale, e gli altri mondi accessibili sono interpretati come le possibili rappresentazioni date da noi al mondo reale; dal mondo reale sono "causate", senza che valga il contrario, che si possa dire che la realtà oggettiva può cambiare in qualche modo perché noi ne abbiamo dato una qualche rappresentazione.

## Sistemi formali con regole di calcolo non-modali
Nel suo articolo Semantical Analysis of Modal Logic II. Non-normal Modal Propositional Calculi del 1965, Kripke trattava di sistemi modali «più deboli» di K, che non prevedevano la regola R, come S2 e S3 proposti da Lewis, e come i sistemi E2 ed E3 che non contenevano alcun teorema o formula logicamente valida della forma {\displaystyle \Box A}, da cui si potesse derivare la regola. 
Il fatto che una legge logica A (che si può anche chiamare "teorema") abbia una tavola di verità sempre vera, a prescindere dalle variabili, vale a dire che sia sempre una tautologia, non implica che si sappia o si creda che sia una tautologia (potrebbe essere di forma estremamente complessa), e nemmeno che si sappia o si creda che A sia vera: per cui è naturale pensare che la mancanza della regola R debba essere condivisa anche da certe logiche modali non aletiche.
Kripke suggeriva di classificare i mondi possibili inclusi accessibili da quello preso a riferimento (W) in due categorie disgiunte: i mondi «normali» N e quelli «non normali» (nei quali, per esempio, la regola R e l'onniscienza logica non vige), e concentrare sui primi la struttura-modello. Formulando opportune condizioni sulla relazione R e sulla composizione di N, Kripke dimostrava la completezza di una varietà di logiche più deboli di K: E2 risulta completa rispetto alla classe di tutte le strutture-modello, mentre E3, S2 e S3 risultano complete nelle classi di strutture-modello in cui, rispettivamente, R è transitiva, N contiene α, e R è transitiva e N contiene la variabile individuale α.